# Shili
A Shili a Csillagok háborúja univerzumának egyik bolygója.

## Leírása
A Shili bolygó az Expansion Region-ben található Shili rendszerben helyezkedik el, és otthona a togruta értelmes fajnak. Az Ehosiq szektorban elhelyezkedő bolygó körül 6 hold kering. E bolygó közelében van a Hydian útvonal (Hydian Way). A Shili felszínét tengerek, hegyek, esőerdők, szavannák, füves puszták és városok borítják. A legjelentősebb város és egyben a főváros Corvala.
Többféle fenevad él ezen a bolygón; említésre méltó az akul. A füves puszták nagy részét a turu fű alkotja. A szavannákat és füves pusztákat bokros részek övezik. A völgyekben hatalmas esőerdők nőnek.

## Történelme
Shili a történelme során tagja volt a Galaktikus Köztársaságnak, a Galaktikus Birodalomnak és az Új Köztársaságnak is.

## Megjelenése a filmekben
A „Star Wars: A klónok háborúja” című televíziós sorozat ötödik évadának 6. részében, melynek címe „Az összegyűjtés” (The Gathering), a Shili bolygóról visszaemlékezésekből láthatunk képeket, miközben Ahsoka Tano ifjoncokat kísér az Ilum bolygóra.